# Sina.com
 (août 2024).
Si vous disposez d'ouvrages ou d'articles de référence ou si vous connaissez des sites web de qualité traitant du thème abordé ici, merci de compléter l'article en donnant les références utiles à sa vérifiabilité et en les liant à la section « Notes et références ».
Sina.com (NASDAQ : SINA) est le plus grand portail de divertissement en langue chinoise. Il appartient à Sina Corporation (chinois simplifié : 新浪 ; pinyin : Xīnlàng), qui a été fondée en 1999. Les quartiers généraux financiers de l'entreprise ont été déplacés de la Silicon Valley à Shanghai le 1er octobre 2001.

## Aperçu
Destiné aux Chinois et aux populations chinoises d'outre-mer, Sina.com déclare avoir 94,8 millions d'utilisateurs enregistrés, dont plus de 10 millions d'utilisateurs des services payants. Des pages sont faites sur mesure pour les Chinois d'outre-mer, déclinés avec Sina US, Sina Japon, Sina Corée, Sina Australie, Sina Europe et Sina Allemagne.
Sina.com fait partie des quatre activités principales de la Sina Corporation, les autres étant Sina Mobile, Sina online et Sina.net. Diverses études montrent que sina.com est le site le plus populaire au sein de la population chinoise continentale, avec 3 milliards de pages consultées quotidiennement.

## Principaux actionnaires
Au 4 décembre 2019.

| New-Wave Investment                            | 11,4% |
| Shanghai Fosun Industrial Investment           | 5,57% |
| Macquarie Investment Management Business Trust | 4,45% |
| Genesis Investment Management                  | 4,44% |
| Capital Research & Management                  | 4,28% |
| Schroder Investment Management (Hong Kong)     | 3,88% |
| Axon Capital                                   | 3,67% |
| Heights Capital Management,                    | 3,14% |
| Wells Capital Management                       | 3,13% |
| The Vanguard Group                             | 3,10% |

## Histoire
En mars 1999, une fusion a été opérée entre Sina.com et Sinanet.com, les deux plus grands sites chinois alors, devançant ensuite le leader précédent, sohu.com, notamment à la suite du traitement du bombardement de l'ambassade de Chine à Belgrade, qui aurait été plus étoffé que son concurrent. C'est le premier « .com » chinois à avoir été coté au Nasdaq, à partir d'avril 2000, parvenant à attirer 68 millions de dollars avant le recul de l'indice en mai 2000.

## Gestion

### Principaux dirigeants
- Wang Yan : PDG. Diplômé en droit à Paris.
- Charles Chao : Directeur financier. Master de comptabilité professionnelle de l'Université du Texas d'Austin ; diplôme en journalisme de l'Université d'Oklahoma.
- Hurst Lin : Manager en chef. MBA à l'université Stanford, diplômé en Ingénierie électronique du  Dartmouth College.
- LC Chang : Vice-président, directeur du marketing. MBA de l'Université nationale de Taïwan.
- Benjamin Tsiang : Vice-président. Diplômé de l'Université nationale de Taïwan, Master à la Stanford University.

### Partenariats
Sina.com travaille avec de nombreux médias en ligne, tels que Le Quotidien du peuple, Nanfang Daily, Xinhuanet. D'autres partenaires sont Microsoft, Dell, IBM, Motorola et Kodak. L'entreprise a récemment développé ses activités dans l'internet sans fil, coopérant avec China Mobile, China Telecom, Ericsson entre autres. Avec Yahoo.com Chine, Sina.com a proposé des ventes aux enchères en ligne, ce qui a eu une incidence directe sur les parts de marché de EachNet, le partenaire de eBay en Chine.

### Marketing
De très nombreuses études ont été menées par Sina.com pour cibler ses clients, en fonction de critères démographiques, psychologiques, et des régions d'implantation. Le SRAS a eu un impact positif sur l'entreprise, qui a bénéficié des relais entre portails internet et SMS (messages instantanés par téléphone).